# توبي بيرغر
توبي بيرغر (بالإنجليزية: Toby Berger)‏ هو عالم حاسوب أمريكي، ولد في 4 سبتمبر 1940 في نيويورك في الولايات المتحدة.